# パラメーバ
パラメーバ(Paramoeba)は海産アメーバの1つ。世界中の温帯域の海水から見出されるが、ときどきサケ類など養殖海産物に病気を引き起こすことが知られている。分類学的経緯により、種によってはネオパラメーバ(Neoparamoeba)と呼ばれることもある。

## 形態
指状の仮足を持つ30µmくらいの大きさのアメーバである。細胞核の近傍に、大きさ5µmくらいで核酸を含むパラソーム(parasome)という顆粒を持つことを特徴とする。パラソームの実体は真核共生生物のPerkinselaである。

## 生態
海産で基本的には自由生活性であるが、多くの種は様々な海産動物に寄生してアメーバ性鰓病などの病気を引き起こす場合もある両生アメーバである。主な宿主として、タイセイヨウサケ、イシビラメ、ブルークラブ、ロブスター、オオバフンウニなどが知られており、程度の差こそあれいずれも養殖・水産業に影響を与えている。

## 分布
世界中の温帯域の海水。日本では福井県で海水中で飼育していたアユ稚魚がアメーバ性鰓病となり病原体としてP. peruransが分離された例がある。

## 分類
古典的には原生動物門肉質虫綱アメーバ目角足亜目に位置づけられてきた。分子系統に基づく分類ではアメーバ動物門ディスコーサ綱ダクチロポーダ目の所属となる。
1987年以降、細胞表面の小鱗片の有無を基準としてParamoeba（小鱗片あり）とNeoparamoeba（小鱗片なし）に二分してそれぞれ別の科に所属させる分類が行われてきた。しかし2010年代に入ってパラメーバに対する包括的な分子系統解析が行われ、鱗片の有無は系統を反映しないことが示されたため、従来どおり全てをParamoeba属にまとめることとなった。

### 近縁属
パラメーバ科には他にCunea、Korotnevella、Pseudoparamoebaが知られている。またパラソームを持つアメーバとして他にJanickinaがある。